# Pieter van der Werff
Pour les articles homonymes, voir Van der Werff.
Pieter van der Werff, né à Kralingen, près de Rotterdam, en 1665, et enterré à Rotterdam le 26 septembre 1722, est un peintre néerlandais du siècle d’or, surtout connu pour ses portraits. Il est le frère cadet et l'élève du peintre Adriaen van der Werff. 
Il réalisa notamment, dans les années 1690, un portrait du tsar Pierre le Grand, aujourd’hui conservé au Musée de l’Ermitage à Saint-Pétersbourg. Un grand nombre de ses œuvres – dont une série de bustes d’administrateurs de la Chambre de Rotterdam de la Compagnie néerlandaise des Indes orientales – font aujourd’hui partie des collections du Rijksmuseum d’Amsterdam.

## Galerie

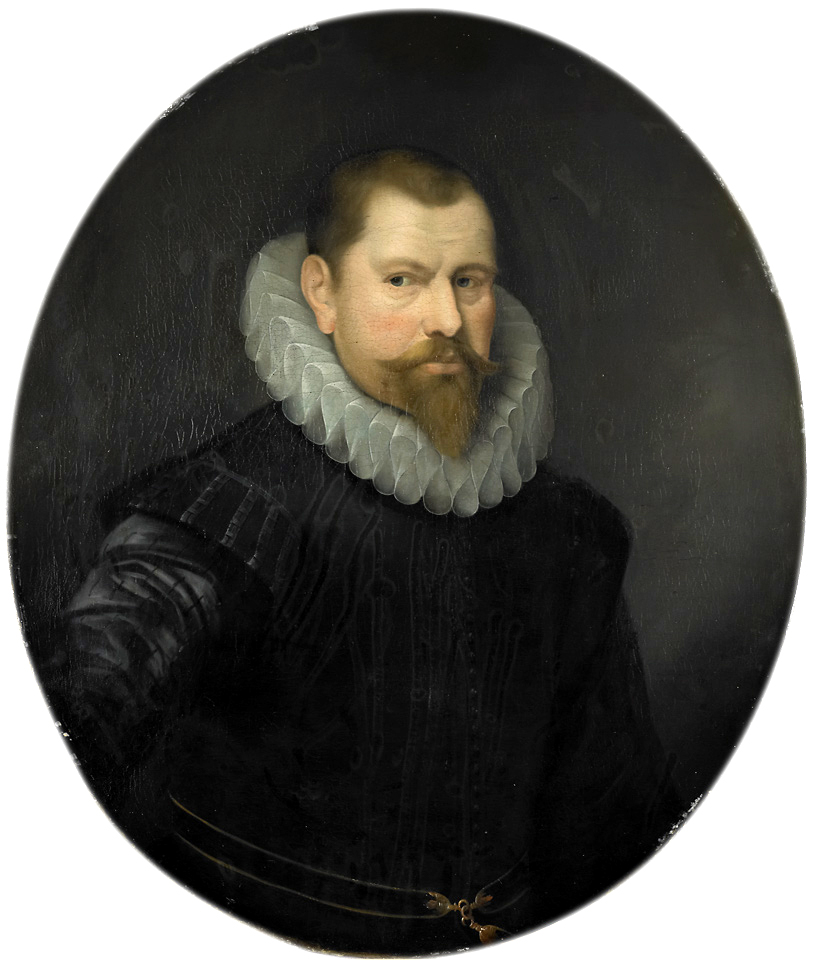
Portrait de Cornelis Matelieff le Jeune
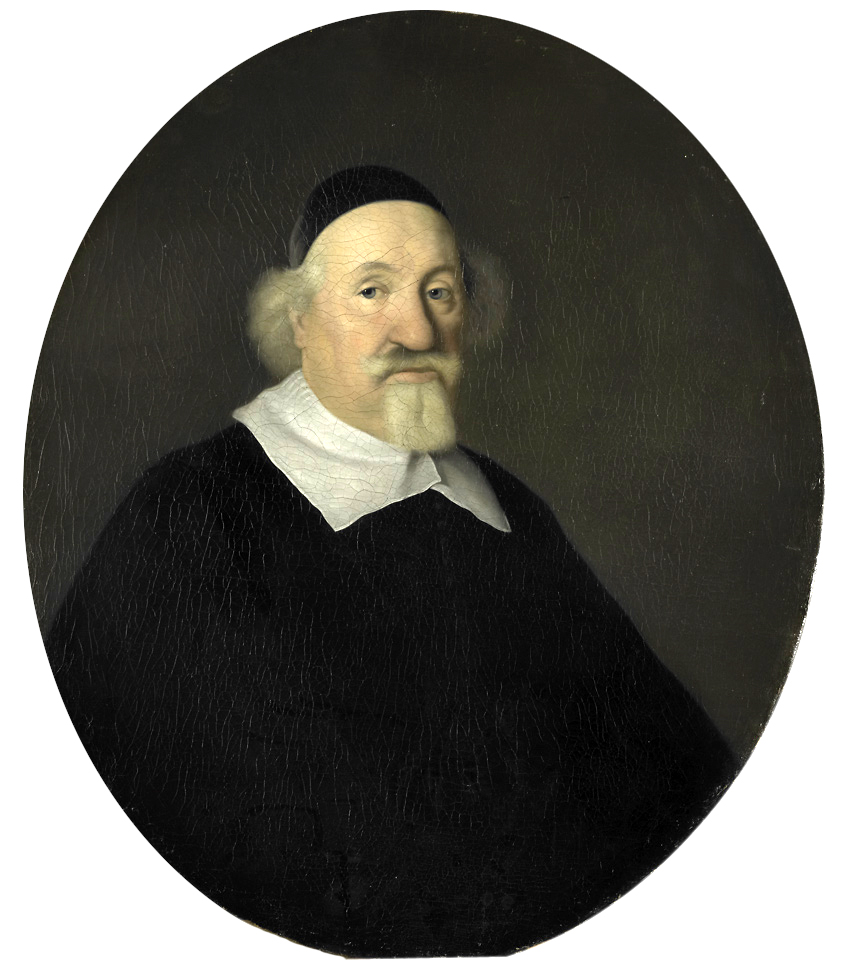
Portrait d’Adriaen Besemer
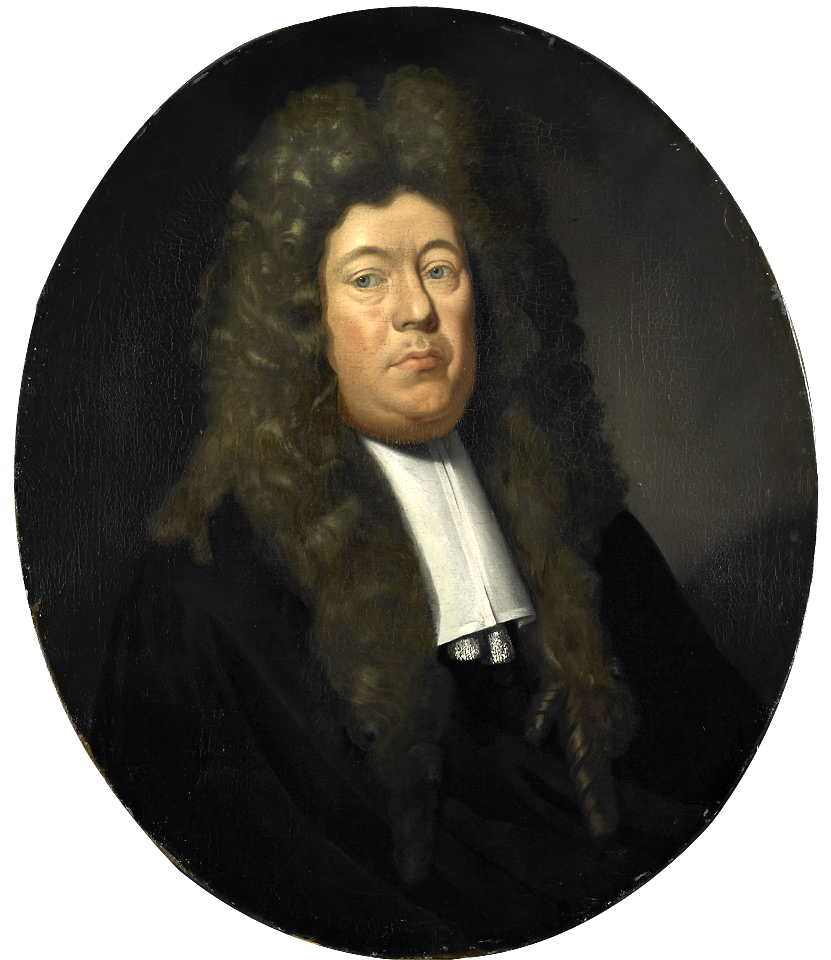
Portrait d’Adriaen Paets
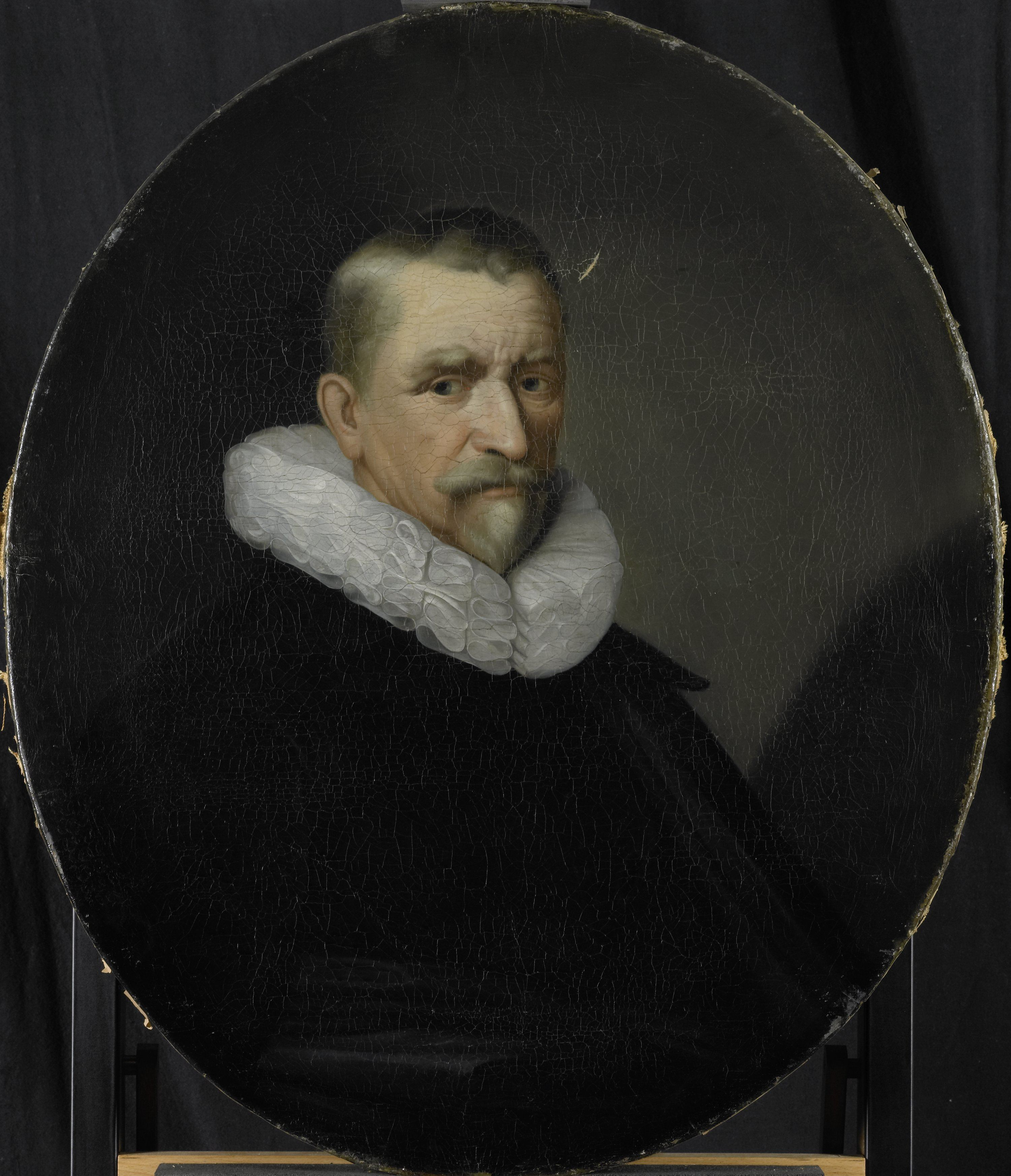
Portrait de Cornelis Jansz. Hartigsvelt